# Torre de defensa (Pratdip)
La Torre de defensa és una obra de Pratdip (Baix Camp) declarada Bé Cultural d'Interès Nacional.

## Descripció
Torre quadrada de defensa, molt ben conservada. És feta de maçoneria i carreus a les cantonades. Encara conserva quelcom del coronament de merlets i mostra, així mateix, un malmès matacà.

## Història
Pratdip fou una localitat de la Baronia d'Entença.
"Un temps tot el poble era emmurallat, amb belles torres quadrades, dreçades a trets desiguals. Una cortina de muralla contornejava tot el pujol i privava l'accés al feixuc obelisc que serva el castell." (Iglésies)